# Cytisus supranubius
Cytisus supranubius là một loài thực vật có hoa trong họ Đậu. Loài này được (L.f.) Kuntze miêu tả khoa học đầu tiên.

## Hình ảnh

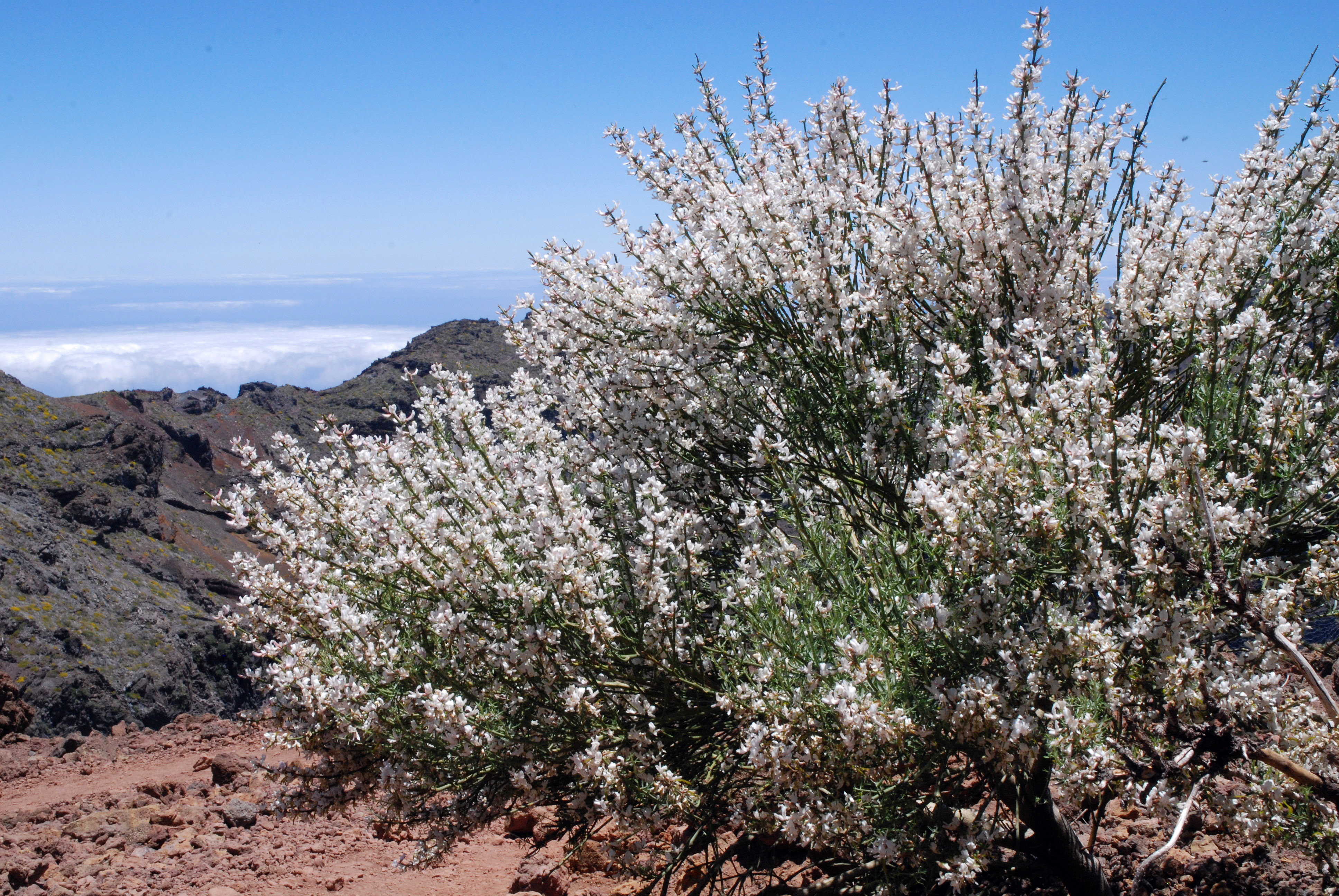
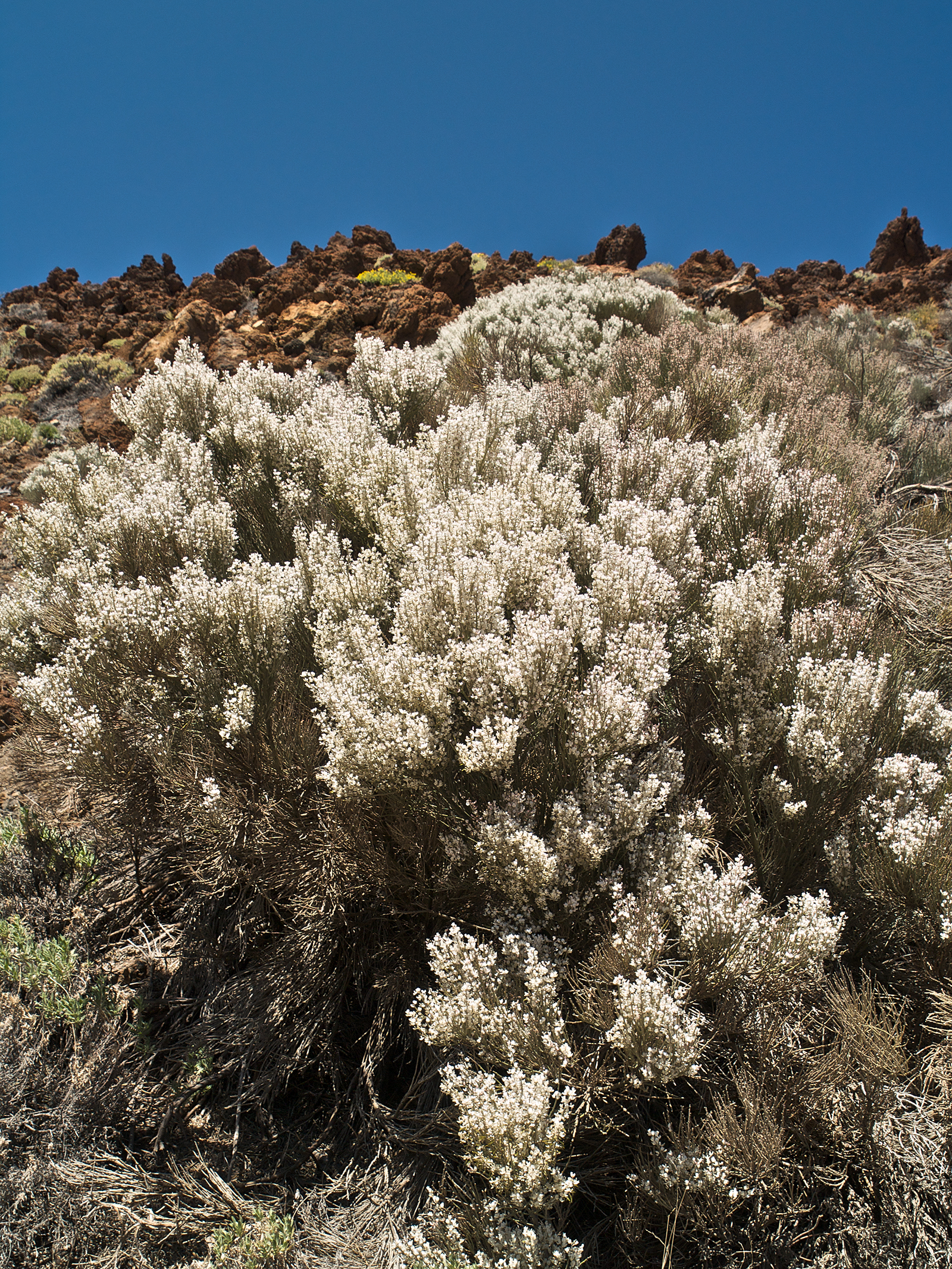
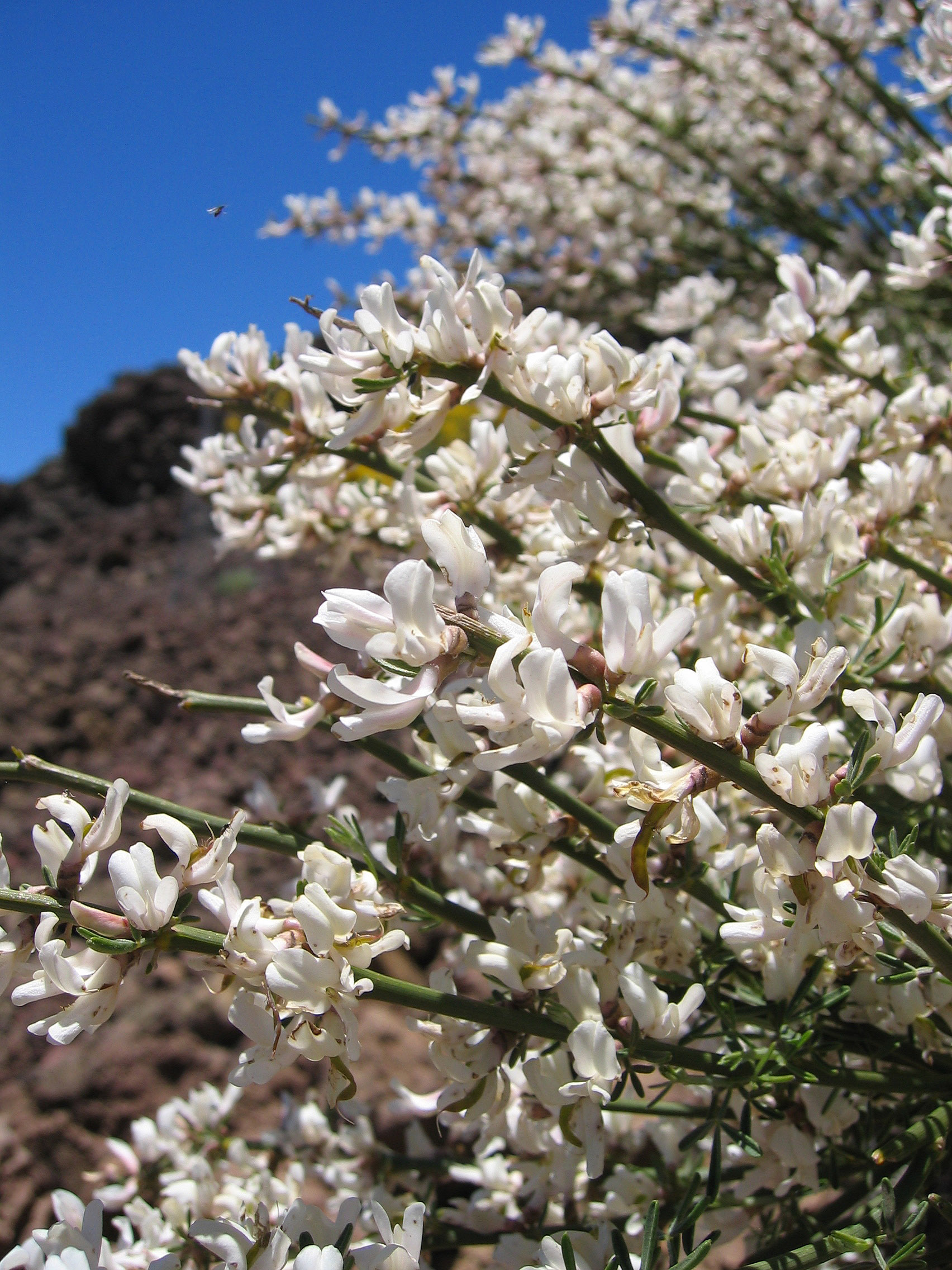